# Heino Kaski
Heino Wilhelm Daniel Kaski (født 21. juni 1885 i Pielisjärvi, død 19. september 1957 i Helsingfors, Finland) var en finsk komponist, violinist, lærer og pianist.
Kaski studerede violin og komposition på Filharmoniens Orkester Skole i Helsinki hos bl.a. Erkki Melartin. Studerede komposition videre i Berlin hos Paul Juon. Han har skrevet en vigtig symfoni i H-mol, orkesterværker, kammermusik, 4 orkestersuiter, sonater, og klaver stykker, sidst nævnte som han nok er mest kendt for.
Kaski underviste som lærer i komposition på forskellige skoler i Helsinki. Han komponerede i en melodisk stil.

## Udvalgte værker
- Symfoni (i H-mol) (1914-1919) - for orkester
- 4 Orkestersuiter (?) - for orkester
- Violinsonate (1920) - for violin
- Cellosonate (1923) - for cello